# Geoy Tepe
Koordinaten: 37° 31′ 5″ N, 45° 8′ 43″ O
Geoy Tepe ist eine archäologische Ausgrabungsstätte im Nordwesten Irans, mit einer Fläche von rund 0,03 km2, welche zwischen der Stadt Urmia und dem etwa 10 km entfernten westlichen Ufer des Urmiasees an der Hauptstraße 11 liegt. Es wurde bei Luftbildaufnahmen von historischen Stätten im Perserreich durch Erich Schmidt in den 1930er Jahren entdeckt. Das Grabungsfeld liegt bei einer natürlichen Quelle. Theodore Burton Brown aus Großbritannien führte ab August 1948 in Geoy Tepe Ausgrabungen durch. Durch moderne Bebauung ist aber nur ein Teil des Grabungsfeldes zugänglich. Die stratigraphische Unterteilung in Schichten von A bis M zeigt, dass das Gebiet vom 4. Jahrhundert v. Chr. bis 1200 v. Chr. durchgehend bewohnt war. In der C-Schicht (datiert auf 1600–1450 v. Chr.) wurde u. a. eine Kette mit blauen Glasperlen aus Smalte gefunden.
In Geoy Tepe wurden Überreste der frühen Kura-Araxes-Kultur gefunden.